# Estrid des Obotrites
Estrid, née vers 979 et morte vers 1035, était une princesse des Abodrites devenue reine consort de Suède en épousant le roi Olof III Skötkonung vers l'an 1000. 

## Biographie
Cette princesse slave, fille d'un prince des Abodrites du Mecklembourg, est connue uniquement sous le nom scandinave d'« Estrid ». Elle est possiblement apparentée au prince Mistivoï issu de la dynastie chrétienne des Nakonides. La légende veut qu'elle arrive en Suède après la victoire de son futur mari à la bataille de Svolder le 9 septembre 1000 - décrite par l'historien médiéval Saxo Grammaticus dans la Geste des Danois.
Estrid donne deux enfants au roi : 
- une fille, Ingegerd[1] (née vers 1001 et morte entre 1048 et 1050), la seconde épouse de Iaroslav le Sage, grand-prince de Kiev, et
- un fils, Anund (né vers 1008 et décédé en 1050), baptisé sous le nom de « Jacques » (Jacob), roi de Suède.